# Adaptateur d'amarrage international
Pour les articles homonymes, voir IDA.

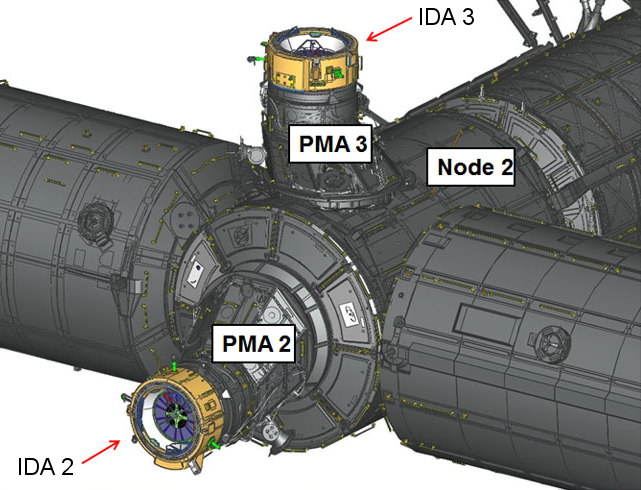
La position des adaptateurs IDA à bord de la Station spatiale internationale.

L'adaptateur d'amarrage international (en anglais : International Docking Adapter) également désigné par son acronyme anglais IDA est un adaptateur développé par la NASA pour permettre aux vaisseaux américains qui doivent assurer à compter la fin de la décennie 2010 la relève des équipages de s'amarrer à la Station spatiale internationale. Les vaisseaux concernés sont ceux du programme CCDev (Dragon V2 et CST-100) ainsi que le vaisseau Orion. Ce module fixé au bout des modules d'accouplement pressurisé (PMA) transforme le système d'amarrage utilisé par la navette spatiale américaine (système APAS-95) de manière à l'adapter au nouveau standard retenu pour les vaisseaux : NASA Docking System (NDS) / International Docking System Standard. 

## Caractéristiques techniques
L'IDA est un équipement qui vient s'accoupler à la pièce d'amarrage APAS-95 et fournit un système d'amarrage hybride aux nouvelles normes définies par les principales puissances spatiales. C'est une pièce de forme cylindrique haute de 1,6 mètre et d'un diamètre interne de 1,6 mètre. Avec les différents équipement associés (rétro réflecteurs laser, cibles utilisées pour l'amarrage, son diamètre extérieur hors tout est de 2,4 mètres. L'IDA est construit par un groupe d'industriels placés sous la responsabilité de la société Boeing. La structure primaire est fournie par la société russe RSC Energia.

## Installation
Deux exemplaires de cet adaptateur sont fixés à l'extrémité des modules PMA du module Harmony. Le premier exemplaire qui devait être emmené en orbite en juin 2015 dans le cadre de la mission SpaceX CRS-7 a été perdu à la suite de la défaillance du lanceur Falcon 9 détruit dans la première phase du lancement.

Deux exemplaires de l'adaptateur IDA
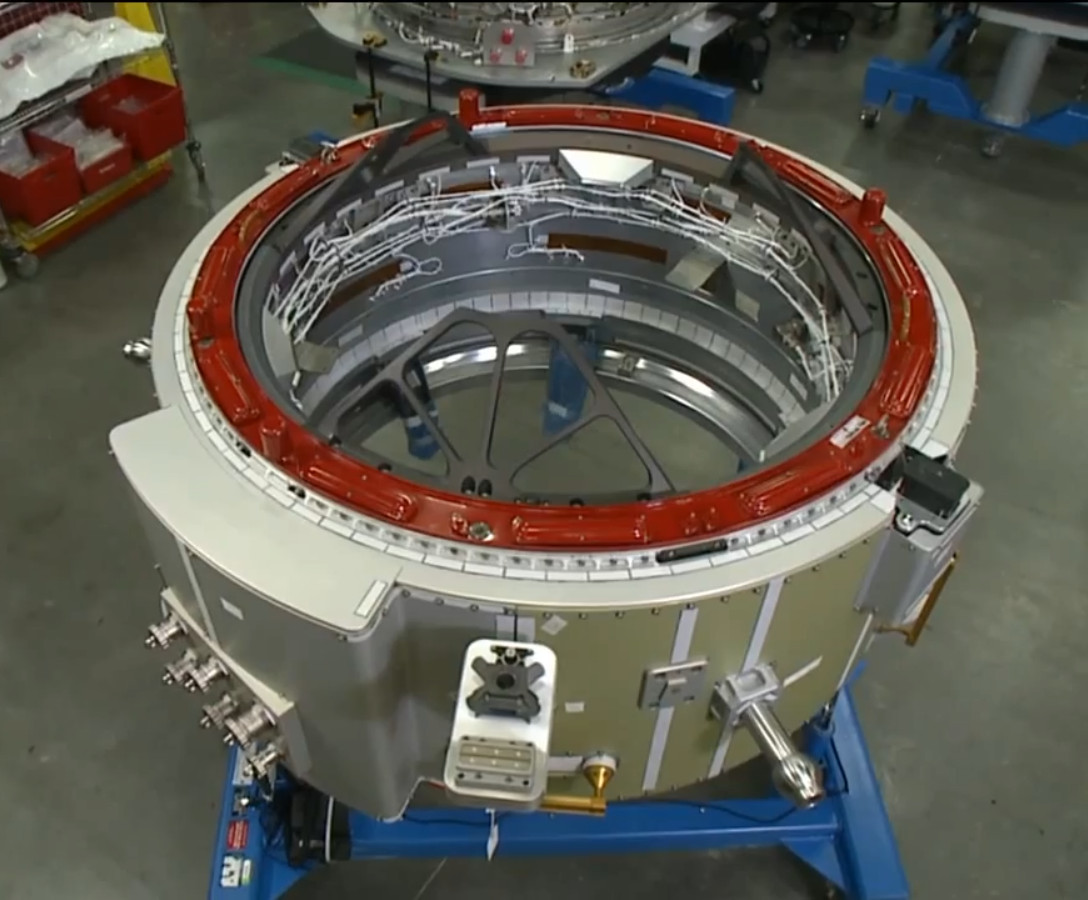
Adaptateur sans sa protection anti-météorites (IDA-2)
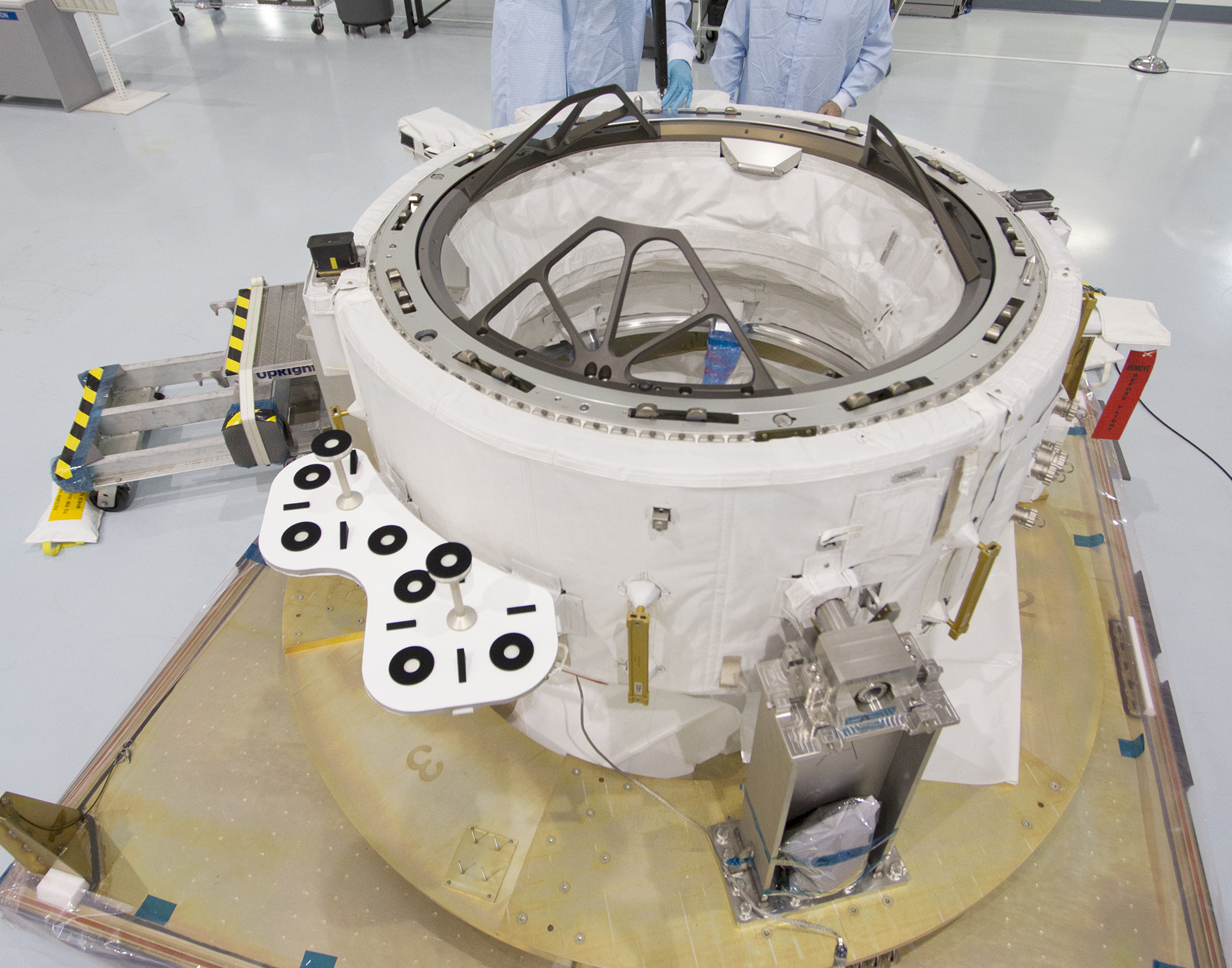
Adaptateur avec la protection anti-météorites (IDA-1)

Lorsque de chaque livraison d'un IDA, Dextre le retire du tronc non pressurisé du cargo Dragon et le déplace à environ 30 cm de l'avant du PMA. Dextre met ensuite soigneusement en place l'IDA jusqu'à ce qu'il soit fixé sur le PMA et le maintient. Des astronautes viennent ensuite, lors d'une sortie extravéhiculaire, réaliser les branchements électriques et le relient en permanence au PMA.
IDA-1 devait être rattaché au PMA-2 de Node-2 (à l'avant) et IDA-2 devait être attaché au PMA-3 (zénith) de Node-2, mais à la suite de la perte d'IDA-1, IDA-2 a été attaché à la place au PMA-2, et IDA-3, un remplaçant pour IDA-1, est installé sur le PMA-3.

### IDA-1
En février 2015, IDA-1 avait été transporté au Kennedy Space Center alors que IDA-2 était toujours dans les installations de Boeing à Houston. Les systèmes d'IDA-1 ont été soumis à environ un mois de tests au Space Station Processing Facility (en) avant d'être chargés pour le lancement.
IDA-1 a été perdu lors de l'échec du lancement de SpaceX CRS-7 le 28 juin 2015,,.

### IDA-2
IDA-2 a été lancé sur SpaceX CRS-9 le 18 juillet 2016. Il a été attaché et connecté au PMA-2 lors d'une sortie dans l'espace le 19 août 2016. Le premier amarrage a été réalisé avec l'arrivée de SpaceX Demo-1 le 3 mars 2019.

### IDA-3
IDA-3 a été lancé sur SpaceX CRS-18 en juillet 2019. IDA-3 est principalement construit à partir de pièces de rechange pour accélérer la construction. Il a été attaché et connecté au PMA-3 lors d'une sortie dans l'espace le 21 août 2019. Le premier amarrage a été réalisé avec l'arrivée du SpaceX CRS-21 le 7 décembre 2020.